# Mamadu Serifo Jaquité
Mamadu Serifo Jaquité (Canchungo, 20 de abril de 1960) é um político guineense, Ministro da presidência do Conselho de Ministros e assuntos parlamentares no executivo de Nuno Nabiam.

## Biografia
É Técnico Superior em Hotelaria e Turismo pelo ITHT (Argélia), em 1983/1986. Dirigente do Movimento para a Alternância Democrática (MADEM-G15). Foi diretor-geral do Ministério do Turismo e Artesanato, em 2006/2008. Foi Secretário-geral da Presidência da República, em 2009/2011. Depois da morte do Presidente Malam Bacai Sanhá foi reconduzido para a mesma função pelo Presidente Interino, Manuel Serifo Nhamadjo, em 2012/2014. Foi ministro dos Transportes e telecomunicações no governo de Aristides Gomes. Agora exerce as funções do  ministro da Presidência do Conselho de Ministros e Assuntos Parlamentares no executivo de Nabiam.